# 黑黄阔嘴鸟
黑黄阔嘴鸟（学名：[Eurylaimus ochromalus] 错误：{{Lang}}：文本有斜体标记（帮助）），是阔嘴鸟科阔嘴鸟属的一种，分布于文莱、缅甸、新加坡（已绝灭）、泰国、印度尼西亚和马来西亚。该物种的保护状况被评为近危。
黑黄阔嘴鸟的平均体重约为33.9克。栖息地包括种植园、亚热带或热带的沼泽林、亚热带或热带的湿润低地林和亚热带或热带严重退化的前森林。